# Excelsior

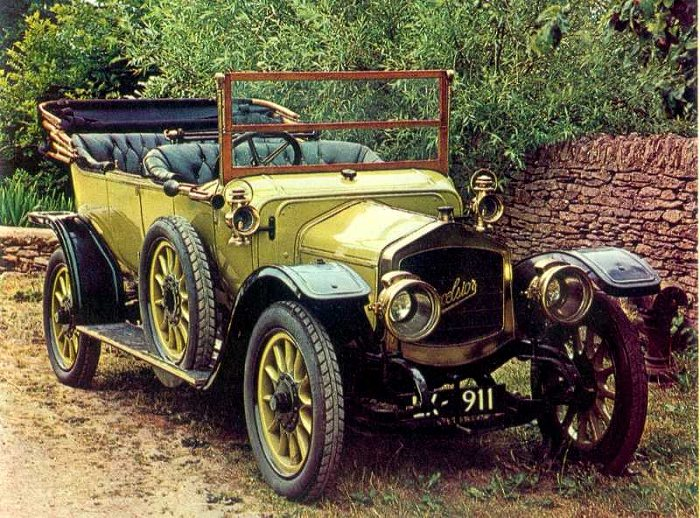
En Excelsior av årsmodell 1911.

Excelsior (fullständigt namn Compagnie Nationale Excelsior), var en belgisk biltillverkare, grundad av Arthus de Coninck i Bryssel 1903.
De första modellerna hade en-, två- eller fyrcylindriga Astermotorer. 
1910 introducerade man modellen D-6 som hade sexcylindrig motor på 4426cc, från 1913 även med 5344cc. 1920 kom modellen Adex B, med sex cylindrar och en volym på 4767cc. Adex B såldes i två versioner, 70 eller 85 hk. Adex C tillverkades åren 1922-1927 och hade även den en sexcylindrig motor, nu i alternativen 110 eller 130 hk. Mellan 1926 och 1929 tillverkades modellen Albert I. 1929 fusionerade Excelsior med billtillverkaren Impéria.
Excelsior hade vissa tävlingsframgångar, med topptioplaceringar i Frankrikes Grand Prix 1913 och Le Mans 1923.

## Etymologi
Ordet excelsior betyder "högre" och kommer av latinets celsus (upprätt, reslig).